# アルト・ドウロ・ワイン生産地域
アルト・ドウロ・ワイン生産地域は、自然環境を上手に生かしたブドウの段々畑で有名である。ドウロ川の上流に位置し、2000年、ユネスコの世界遺産に登録された。アルト・ドウロ地方のブドウ畑は、斜面を段々畑にしてきた。段々畑を支える石壁の総延長は、数万kmに及ぶ。ここで産出されるワインは、ポート・ワインとして世界的に有名でもある。ブドウ園の間には教区教会、白壁の村、オレンジの木立、雑木林や低木林なども立ち並ぶ。
総面積は25万haに及び、世界遺産の登録面積24,600ha、その緩衝地帯225,400haから構成される。メザオン・フリオ、ペゾ・ダ・レグア、サンタ・マルタ・デ・ペナギアオン、ヴィラ・レアル、アリジョ、サブロサ、カッラゼーダ・デ・アンシアイス、トレド・デ・モンコルヴォ、ラメーゴ、アママル、サン・ジョアン・ダ・ペスケイーラ、ヴィラ・ノヴァ・デ・フォス・コアの13自治体にまたがる世界遺産である。

## 歴史
近年の考古学調査に基づくとドウロ川流域には、古代より人々が住んでいた形跡があると判明している。そのことは、ドウロ川支流のコア渓谷で発見された先史時代の岩壁画から明らかである。また、ミランデーラの近くにあるブラコ・ダ・パーラ考古遺跡では、3000年前から4000年前のブドウの種が発見されてもいる。しかし、この地域でワインの生産が本格的となったのは、3世紀から4世紀にかけてのローマ帝国時代と推測されている。1世紀には、ローマ人は、アルト・ドウロ地方での農業を展開する上で、ブドウやオリーヴといった地中海式気候に適した植物を導入した。ローマ人は、鉱泉をふんだんに利用し、鉱石を採掘し、道路や橋を建設してきた。
12世紀にポルトガルが勃興する以前のこの地方は、5世紀はスエビ族、6世紀は西ゴート族、8世紀から11世紀にかけてはムーア人が支配した。長い中世の前半部分では、アルト・ドウロ地方でのワイン生産は行われてはおらず、原始的な農業へ回帰したと推測されている。この地域でワイン生産が再度、活発となったのは、12世紀の半ばになってからであり、様々な修道院組織がワイン畑の再興に貢献した。中世も終わりになり、農業生産や商業活動が伸び、人口が増えるにつれて、ミランダやポルトといった城壁が備わった都市も流域で発達した。
ポルトはヨーロッパ各地と海路で結ばれており、ドウロ川流域で生産されたワインがドウロ川を下って下流のポルトへと運ばれるという遠距離交易が盛んになった。また、無敵艦隊へ供給されるワインの需要が高まったこともあり、ドウロ川流域のワイン畑は拡張されると同時に、ワインの品質の高さは、この地域を有名にした。
16世紀になると、高品質のワインの需要はいっそう高まり、17世紀にかけてワイン畑の拡張が続いた。また、ワイン生産における技術革新が行われたのもこの時期であり、ますますこの地域のワインの商品価値はヨーロッパにおいて高まっていった。ポート・ワインについて、海外で最初に言及された記述は1675年のオランダで見つかっている。また、ポート・ワインの最大の市場はイギリスであり、スペイン、フランス、イタリアへの輸出量をはるかにしのいだ。
1703年、ポルトガルとイギリスの間でメシュエン条約が締結されるとポルトガルで生産されるワインはフランス・ワインよりも低関税でイギリスに輸出されることとなった。その結果、アルト・ドウロ地域のワインは、ますます、イギリスへの輸出に依存する形となった。1727年には、ポルトでイギリスの償還が建設されるとその流れは、より顕著となった。イギリス人のワイン仲買人とポルトガル人のワイン業者の間では、衝突が起こるようになった。ワイン業者は、絶えず、仲買人に低価格とイギリス人の嗜好にあったアルコール分が強く、なおかつ甘いワインの生産を強いられるようになった。
19世紀にヨーロッパを席巻したフィロキセラの流行（19世紀フランスのフィロキセラ禍）はポルトガルも無縁ではなかった。フィロキセラで被害を受けたブドウ畑を再生させるために有効な手段は、アメリカから台木を導入し、接ぎ木をすることであり、1876年に、この地域でもアメリカからの台木の導入が実施されている。その結果、この地域の景観は回復すると同時に、ポート・ワインの生産も再開されるようになった。

## 世界遺産

### 登録基準
この世界遺産は世界遺産登録基準のうち、以下の条件を満たし、登録された（以下の基準は世界遺産センター公表の登録基準からの翻訳、引用である）。
- (3) 現存するまたは消滅した文化的伝統または文明の、唯一のまたは少なくとも稀な証拠。
- (4) 人類の歴史上重要な時代を例証する建築様式、建築物群、技術の集積または景観の優れた例。
- (5) ある文化（または複数の文化）を代表する伝統的集落、あるいは陸上ないし海上利用の際立った例。もしくは特に不可逆的な変化の中で存続が危ぶまれている人と環境の関わりあいの際立った例。